# Список умерших в 1149 году

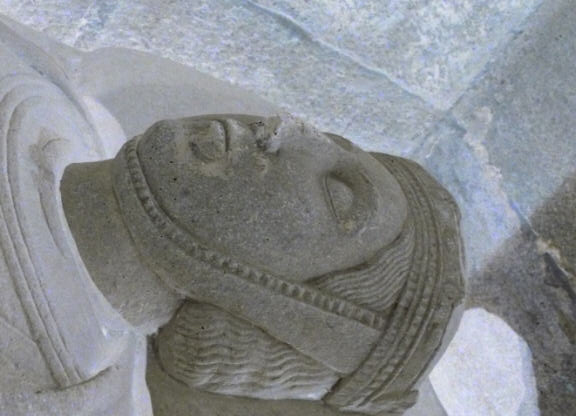
Беренгела Барселонская

В этой статье представлен список известных людей, умерших в 1149 году.
См. также: Категория:Умершие в 1149 году

## Январь
- 13 января — Робер де Краон — великий магистр ордена Храма (с 1136).
- 15 января — Беренгария Барселонская — королева-консорт Кастилии и Леона (1128—1149), императрица-консорт всей Испании (1135—1149), жена Альфонсо VII Императора
- 24 января — Жоффруа де Лев[фр.] — епископ Шартра (1116—1149)

## Март
- 10 марта — Рено I Одноглазый — граф Бара (1105—1149), последний граф Вердена (1105—1134), умер при возвращении из второго крестового похода.

## Июнь
- 29 июня — Раймунд де Пуатье — князь Антиохии с 1136. Погиб в битве при Инабе.

## Август
- 28 августа — Му’ин ад-Дин — эмир Дамаска (1140—1149)

## Сентябрь
- 30 сентября — Арно де Левезу[англ.] — архиепископ Нарбонны (1121—1149)

## Октябрь
- 8 октября — Аль-Хафиз Лидиниллах — халиф Фатимидского халифата (1130—1149).

## Декабрь
- 9 декабря — Ваньянь Хэла (30) — третий император чжурчжэньской династии Цзинь (1135—1149). Убит в результате дворцового переворота.
- 28 декабря — Кади Ийяд (65) — мусульманский гранадский учёный и писатель.

## Дата неизвестна или требует уточнения
- Ангерран II де Куси — французский рыцарь, сеньор де Куси, Марль, Вервена, Пинона, Крепи, Креси и Ла-Фер в Пикардии, крестоносец.
- Баха ад-Дин Сам I — правитель (малик) Гуридского государства (1149).
- Брайен Фиц-Каунт — англонормандский рыцарь, сеньор Уоллингфорда и Абергавенни, активный участник гражданской войны в Англии 1135—1154 годов на стороне императрицы Матильды.
- Гиг — Граф Форкалькье (1129—1149)
- Ибн Цаддик, Йосеф — еврейский философ и поэт
- Мачиг Лабдрон — тибетская йогини, основательница школы чод.
- Муинеддин Унур — эмир на службе правителей Дамаска.
- Петронилла де Шемилье[англ.] — первая аббатиса Фонтевро (1115—1149).
- Сайф ад-Дин Сури — правитель (малик) Гуридского государства (1146—1149).
- Сайф ад-Дин Гази I — атабек Мосула (1146—1149)